# Goethedenkmal (Františkovy Lázně)

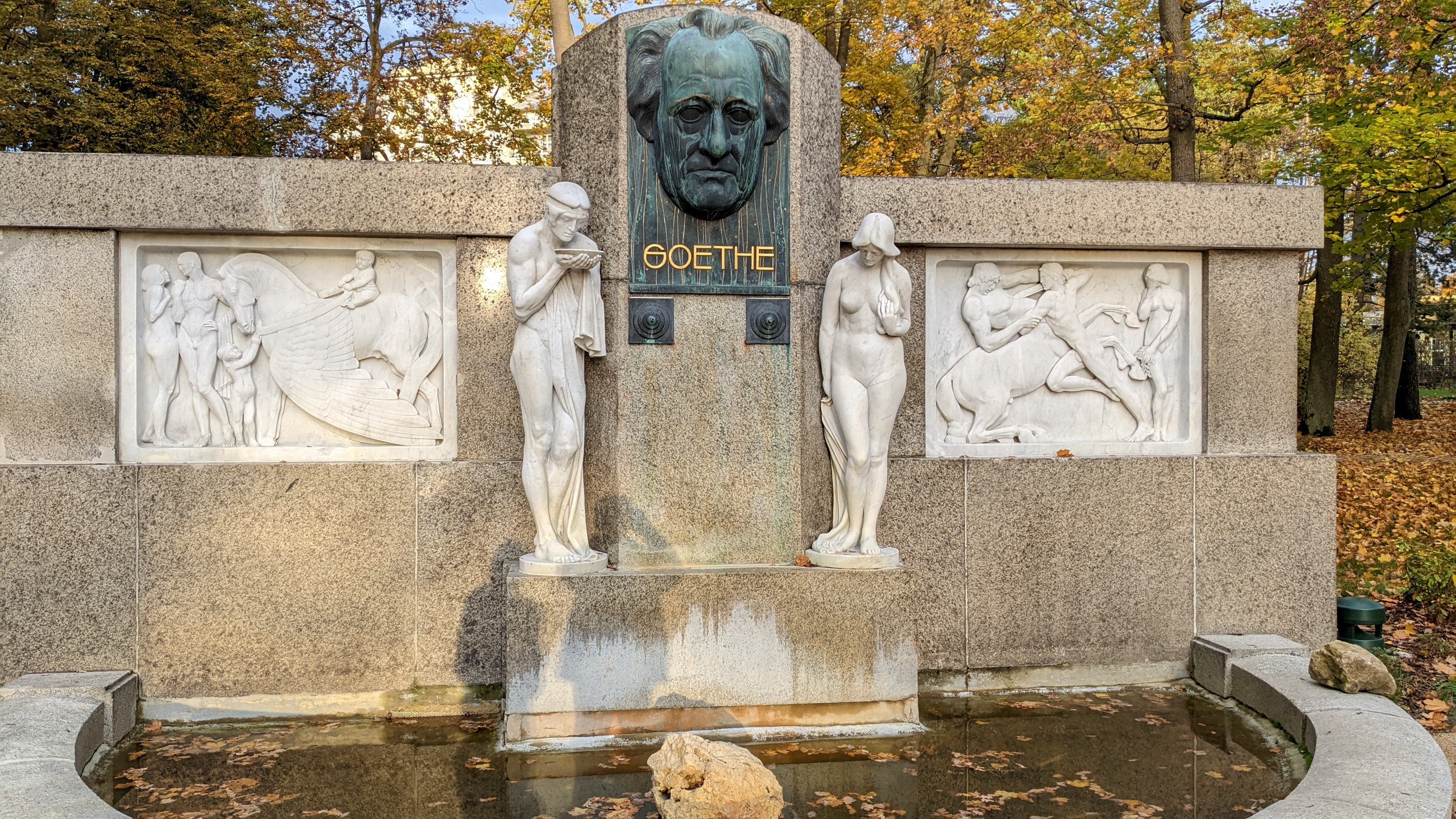
Das Denkmal im Oktober 2022

Das Goethedenkmal des böhmischen Bildhauers Karl Wilfert wurde 1906 in Franzensbad eingeweiht, in Form einer Brunnenanlage im Stil des Neoklassizismus und des Jugendstils. Es steht am östlichen Rand des Smetana-Parks (Sady Bedřicha Smetany) und erinnert an den Dichter Johann Wolfgang von Goethe, der neben Karlsbad und Marienbad auch Franzensbad oft besucht hatte.

## Geschichtlicher Hintergrund
Im 19. Jh. kam es im Zug der nationalstaatlichen Entwicklung in Europa zu einer Flut von Denkmälern, in Deutschland besonders in der Zeit des Deutschen Kaiserreichs nach 1871. Sie sollten den Nationalstolz fördern, dienten der Veranschaulichung nationaler Größe und Überlegenheit.
Das wurde zum Problem, wenn die kulturnationale Denkmalbewegung in Österreich Denkmäler deutscher Berühmtheiten errichten wollte. So bei der Einweihung des Goethe-Denkmals in Wien im Jahr 1900, „denn schon damals reichte die kulturnationale Legitimation nicht mehr aus … Goethe konnte und sollte zwischen die Kultur- und Herrschaftssymbole Österreich-Ungarns eingepasst werden, gerade weil sich zwischen Goethe und Wien keine biographische oder literarische Beziehung herstellen ließ.“ Es gelang durch die über das Nationale hinausgehende Betonung der kosmopolitischen Bedeutung Goethes: „Die Enthüllung des Denkmals am 15. Dezember 1900 tilgte dann auch noch die letzten Erinnerungen an Deutschland. Das Festgedicht von Ferdinand von Saar rief zum »Anblick des Gewaltigen« auf und hob ausdrücklich zuerst die lokale, dann die österreichische und schließlich die internationale Bedeutung des Denkmals hervor.“
Anders war es bei den Denkmälern im nordwestlichen Böhmen. In Franzensbad wurde bei der Einweihungsfeier das Weltbürgertum Goethes nur am Rand erwähnt und ausdrücklich die Zugehörigkeit der Deutschböhmen zur deutschen Kulturnation betont. Außerdem konnte er leichter vereinnahmt werden, weil er oft in der Stadt weilte. In der Einweihungsrede kam die völkisch-nationale Einstellung zum Ausdruck: „Wir Deutschen in Böhmen haben zwar Goethe nicht aus unserer Mitte hervorgebracht, was man uns von gewisser Seite höhnisch zum Vorwurf machen könnte … Aber an dem Höchsten, was eine Nation hervorbringt, haben alle ihre einzelnen Volksstämme, auch die entlegensten, ihren Anteil, und so dürften wir Goethe auch selbst dann den unsern nennen, wenn er niemals den Boden unserer engeren Heimat betreten hätte.“
Goethe hat die Entwicklung Franzensbads vom Dorf zur Kurstadt miterlebt, 1786 das erste Mal auf seiner Reise nach Italien. „Vom Jahre 1806–1823 hat Goethe … nicht weniger als 33mal Franzensbad berührt, zumeist auf der Durchfahrt und Heimkehr, öfter mit ein- bis viertägigem Aufenthalt, am längsten i. J. 1808, wo er vom 9. Juli bis 21. Juli und vom 30. August bis 12. September in Franzensbad verweilte, also nahezu einen Monat zubrachte.“ Nach Karlsbad (1883) stand auch in Franzensbad (1906) nichts im Wege, später kam noch Marienbad (1932) dazu, sodass schließlich alle drei konkurrierenden Goethe-Bäder ihr Denkmal hatten.

## Planung und Einweihung
Schon ab 1883 gab es in Franzensbad eine Initiative, die Geld (6000 Kronen) sammelte für die Errichtung eines Goetheturms auf dem unmittelbar südwestlich liegenden Vulkanberg Kammerbühl, den Goethe oft besucht und ausführlich erkundet hatte. Dieses Projekt ging über auf ein Komitee unter Leitung des Franzensbader Bürgermeisters Gustav Wiedermann, das den Turm aufgab und ein Denkmal in Franzensbad favorisierte und dazu die Gesellschaft zur Förderung deutscher  Wissenschaft, Literatur und Kunst in Prag um Unterstützung bat. Die Gesellschaft steuerte weitere 6000 Kronen bei, zog die Ausführung des Denkmals an sich und legte den Standort (Parkanlage zwischen Salzquelle/Kolonnade und Theater) fest. Der Entwurf des böhmischen Bildhauers Karl Wilfert junior setzte sich durch und wurde realisiert.
Das Denkmal wurde am 9. September 1906, 10–12 Uhr, feierlich eingeweiht. Ein Chor sang Gellerts/Beethovens Choral „Die Himmel rühmen des Ewigen Ehre“; die Theaterschauspielerin Stella von Hohenfels-Berger trug einen Festprolog in Gedichtform, verfasst von ihrem Gatten, dem Schriftsteller Alfred von Berger, vor; der Germanist August Sauer hielt den Festvortrag über Goethes Bedeutung für Böhmen und die Welt, über seine Kur- und Forschungsaufenthalte in Nordwestböhmen und insbesondere in Franzensbad, inklusive seiner menschlichen Begegnungen vor Ort, ausführlich über die Liebesgeschichten mit Sylvie von Ziegesar (Franzensbad) und Ulrike von Levetzow (Karlsbad und Marienbad), und schloss im völkisch-nationalen Pathos: „Dieses Denkmal ist nicht bloß eine Huldigung für den Dichter des Faust, nicht nur ein Erinnerungszeichen, daß ein guter Mensch diesen Boden betreten, sondern auch  ein flammendes Feuerzeichen für unser deutsches Volkstum und die unerschöpfte Kraft unseres Stammes; als ein flammendes Wahrzeichen hebt es sich empor, zu zeugen für das eingeborne deutsche Volkstum dieses Landes und die unerschöpfliche Kraft unseres Stammes“. Nach der Enthüllung gelobte der Bürgermeister „die ewige Pflege des Denkmals“ und die bebilderte Festschrift mit Beiträgen von Alois John (2), Anton August Naaff, u. a. wurde verteilt.

## Gestaltung und Interpretation
„Im Deutschen Reich kam es um die Jahrhundertwende zu einem letzten und heftigen Aufbäumen des Neubarocks. Den äußerlichen Anlass hierfür bildete Goethe, dessen 150. Geburtstag 1899 mit zahlreichen Denkmal-Enthüllungen und -Feiern begangen wurde.“ Nach der Jahrhundertwende wurde man der überbordenden Formen des Neobarocks überdrüssig und die Schlichtheit des Jugendstils und des Neoklassizismus setzte sich durch, so auch in Franzensbad.
Das Denkmal besteht im Hintergrund aus einer vier Meter hohen und acht Meter breiten Wand, Mittelrisalit und zwei Flügel, verkleidet mit Granitplatten, passend zur Brunnenstadt in Form einer Brunnenanlage, „die das Dichterdenkmal fast vollständig in poetisch empfundene Jugendstilsymbolik und -ornamentik auflöste.“ Im Vordergrund heben sich ab: im Zentrum die Bronzeplastik Goethes in vierfacher Lebensgröße, unterhalb des Kopfs zwei bronzene Wasserspeier, rechts und links davon symmetrisch zwei Marmorreliefs und zwei Marmorfiguren in Lebensgröße; links schaut die männliche Figur in eine Schale, sie symbolisiert die Wahrheit, rechts schaut die weibliche Figur nach unten, sie symbolisiert die Schönheit; beide und im Zentrum Goethe, „ein guter Mensch“, symbolisieren die klassische Leitformel für Kunst und Bildung, die goethesche Trias „des Wahren, Guten, Schönen“.

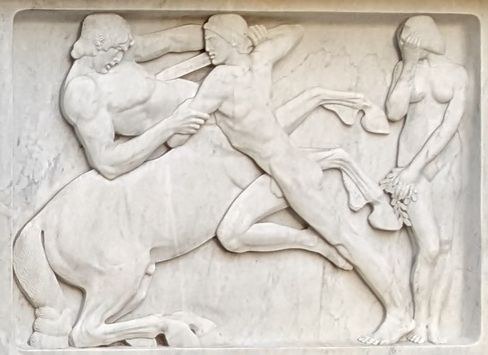
Rechtes Relief, der Kampf mit dem Kentaur.

Das Relief links zeigt ein geflügeltes Pferd, Pegasus, ein Ehepaar und spielende Kinder, es symbolisiert die Lyrik; das Relief rechts zeigt einen Ausschnitt aus der Kentauren-Schlacht, Theseus beschützt mit dem Schwert Hippodameia vor dem übergriffigen Kentauren Eurytion, es symbolisiert die Tragödie, beide zusammen repräsentieren eine Auswahl seines Werks.

## Im Wandel der Zeit
1932 wurde in Franzensbad der 100. Todestag des Dichters gefeiert und die Festschrift zur Einweihung 1906 erweitert nachgedruckt.
Nach dem Zweiten Weltkrieg und nach der Vertreibung der Deutschböhmen 1945–1946 wurden in der sozialistischen Tschechoslowakei viele Denkmäler der Deutschböhmen entfernt (Goethe, abgebaut in Karlsbad, eingeschmolzen in Marienbad) oder vernachlässigt. Schon in den 1950er Jahren fand auch zu touristischen Zwecken ein Umdenken statt, Denkmäler wurden wieder aufgestellt (Karlsbad 1952, Marienbad 1993). Nicht so in Franzensbad, das Denkmal überdauerte ohne Brüche Krieg und Vertreibung und zeigt sich heute (2022) immer noch im Glanz seiner Anfangsjahre.

## Literatur

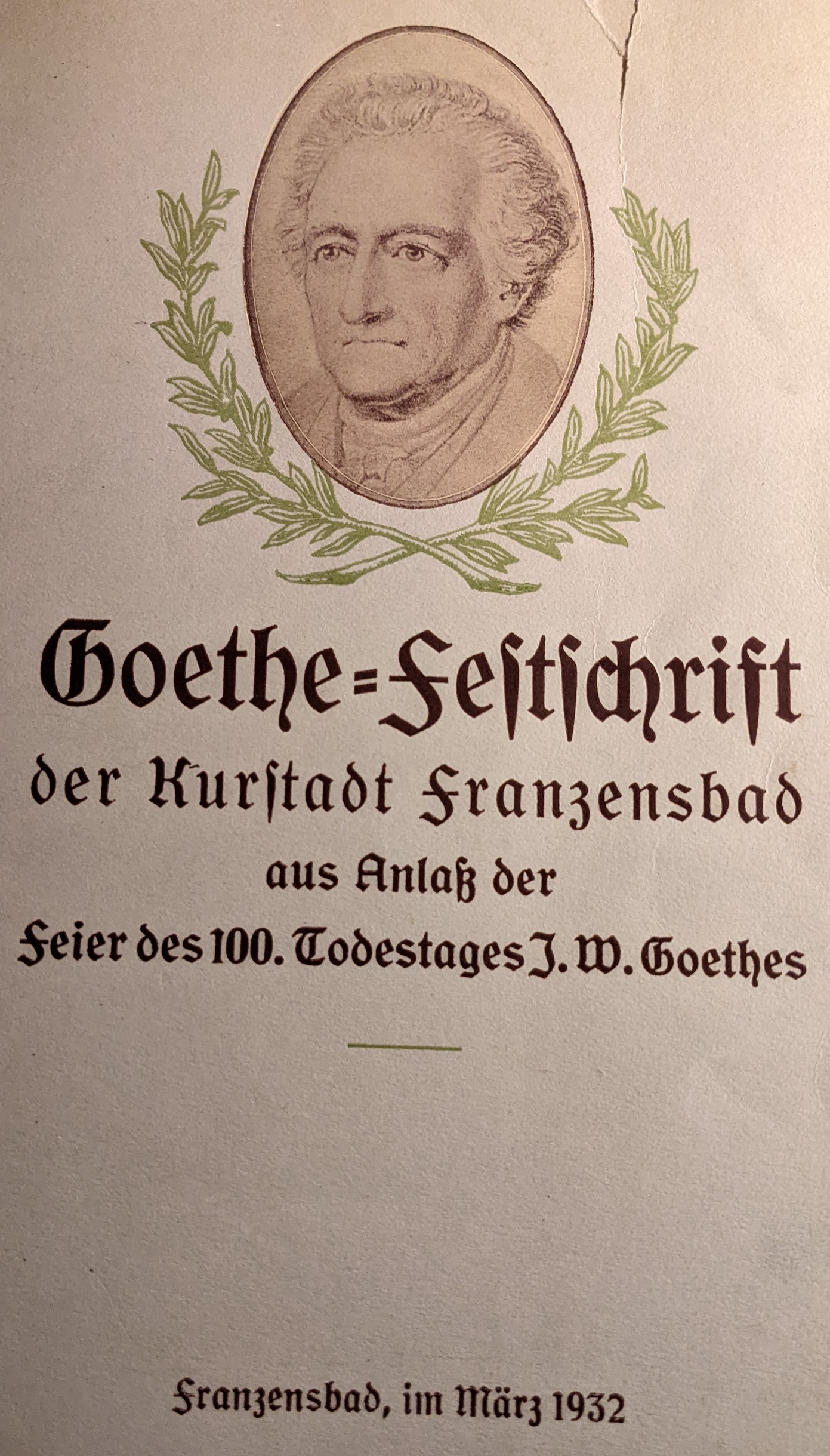
Neuauflage der Denkmal-Festschrift 1906